# Grob Ridge
Il Grob Ridge (in lingua inglese: Dorsale Grob) è una stretta dorsale, lunga 6 km, situata 6 km a sud del Dyrdal Peak, all'estremità meridionale del Forrestal Range, nei Monti Pensacola, in Antartide. 
La dorsale è stata mappata dall'United States Geological Survey (USGS) sulla base di rilevazioni e foto aeree scattate dalla U.S. Navy nel periodo 1956-66.
La denominazione è stata assegnata dall'Advisory Committee on Antarctic Names (US-ACAN) in onore di Richard W. Grob, cuoco presso la Stazione Ellsworth nell'inverno del 1957.